# 佐々木新一 (実業家)
佐々木 新一（ささき しんいち、1951年5月26日 - ）は、日本の実業家、学校法人聖路加国際大学理事長、株式会社ジュピターテレコム元代表取締役会長、住友商事元代表取締役副社長。

## 人物・経歴
1951年5月26日、東京都生まれ。1974年3月、立教大学法学部卒業。同年4月住友商事株式会社入社。2005年同社執行役員鋼管本部長。2006年同社執行役員中国副総代表。2008年同社常務欧州総支配人。2011年同社代表取締役専務。2013年同社代表取締役副社長。2014年学校法人立教学院理事。2015年株式会社ジュピターテレコム(J:COM)代表取締役会長。2017年一般財団法人日本ケーブルテレビ連盟会長。2017年学校法人聖路加国際大学評議員、2018年同法人理事。2021年4月より学校法人聖路加国際大学理事長。